# Antônio Ueno
Iosio Antônio Ueno (Uraí, 3 de agosto de 1923 – São Paulo, 30 de setembro de 2011) foi um economista, advogado, empresário e político brasileiro.
Nissei, exerceu as atividades de contador, economista, advogado e empresário agrícola e industrial antes de entrar para a política. Entre seus vários mandatos, foi presidente de honra da Câmara do Comércio e Indústria Brasil-Japão do Paraná, chefiando algumas missões econômicas em viagens ao país de origem dos seus pais: o Japão. Este trabalho foi reconhecido quando recebeu a Ordem do Tesouro Sagrado (em 1978) e a Ordem do Sol Nascente em 2º Grau (em 1988) diretamente das mãos do imperador Hirohito. Também participou de grupos parlamentares em viagens a Coreia. Ao todo, foram 36 missões Brasil-Coreia e Brasil-Japão.
Na política, foi vereador de Assaí em dois mandatos (1955/1959 e 1959/1963), deputado estadual entre 1963 e 1967 e deputado federal (e deputado constituinte), ininterruptamente, entre 1967 a 1995. Como político atuante, configurou entre os quadros dos seguintes partidos: Partido Social Democrático (PSD), Partido Democrata Cristão (PDC), Aliança Renovadora Nacional (ARENA), Partido Democrático Social (PDS) e Partido da Frente Liberal (PFL).